# Onciale 0251
- Papyrus
- Onciale
- Minuscules
- Lectionnaire

Le Codex 0251 (dans la numérotation Gregory-Aland), est un manuscrit du Nouveau Testament sur parchemin écrit en écriture grecque onciale.

## Description
Le codex se compose d'une folio. Il est écrit en une colonne par page, de 22 lignes par colonne. Les dimensions du manuscrit sont 24 x 22 cm,. Les paléographes datent ce manuscrit du VIe siècle.
C'est un manuscrit contenant le texte de la 3 Jean 12-15; Jude 3-5.
Le texte du codex représenté est de type texte mixte. Kurt Aland le classe en Catégorie III.
Lieu de conservation
Il est conservé au Musée du Louvre (S.N. 121) à Paris,.